# 密支那镇区
密支那鎮區為緬甸克欽邦密支那縣下轄的一個鎮區。2014年人口317,604人，區域面積6,228.7平方公里。該鎮區下轄190個村莊。密支那為該鎮區首府。